# Cervini
I Cervini sono una famiglia nobile dimorante anticamente a Firenze. 

## Storia
L'origine è quasi certamente francese. Si trovano verso la fine del XIII secolo a Montepulciano ed a Siena, dove Riccardo Antonio, padre del Papa Marcello II, fu ricevuto come cittadino per deliberazione del collegio di Balia nel 1495. Al papa Marcello II furono ceduti nell'anno 1543 dal Papa Paolo III i beni dell'antico eremo del Vivo sul monte Amiata quando era cardinale, una volta divenuto Papa confermò i beni alla propria famiglia ed il Granduca Cosimo I de' Medici, con diploma del 27 ottobre 1559, li elargì a signoria ad un Alessandro, fratello del Papa, diploma che fu successivamente confermato ai successori nel 1701 da Cosimo III, con innalzamento a titolo di conte, confermato nuovamente dal granduca Leopoldo II nel 1771. Un Alessandro ed un Antonio furono Gonfalonieri di Montepulciano rispettivamente nel 1542 e nel 1615. La famiglia si stabilì definitivamente a Siena intorno al 1623, quando un Francesco Maria fu eletto senatore. Un Tommaso fu patriarca di Gerusalemme ed un Alessandro fu arcivescovo di Siena nel 1740. Il 10 settembre del 1753 furono iscritti al patriziato di Siena. Godettero di nobiltà anche in Ancona, Macerata, Recanati.
Arma: D'azzurro, alla cervia seduta attraversante nove spighe di frumento decrescenti a scaglione, il tutto d'oro.